# تپ اختر میلی‌ثانیه‌ای

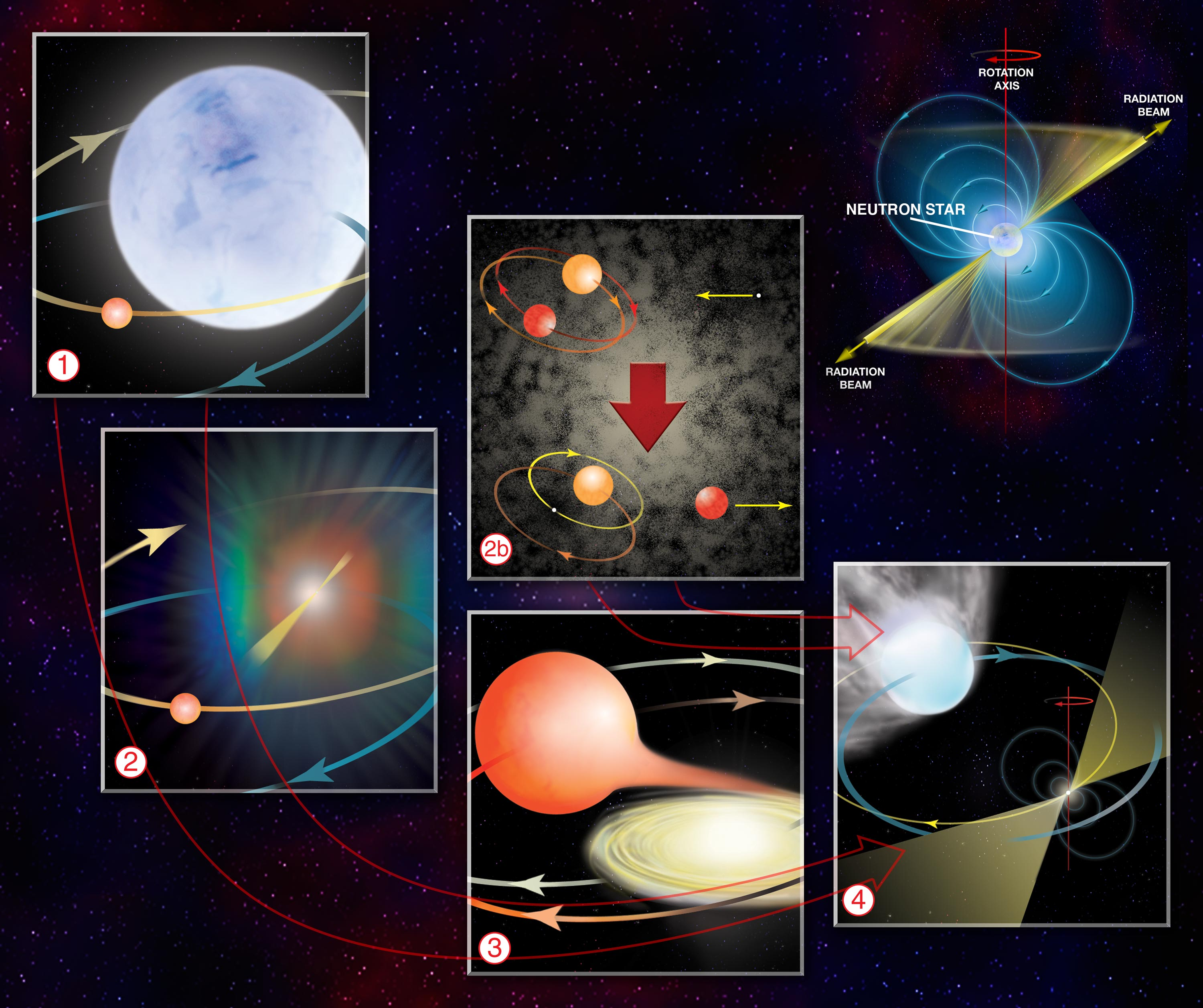
شماتیک فوق، مراحلی را که به گفتهٔ اخترشناسان برای ایجاد یک تپ اختر با چرخش فوق سریع، لازم است را نشان‌می‌دهد؛ ۱) یک ستاره ابرغول پرجرم و یک‌ستارهٔ خورشیدمانند «عادی» به دور یکدیگر می‌چرخند. ۲) ستاره پرجرم منفجر می‌شود و یک تپ اختر باقی می‌ماند که در نهایت کند می‌شود، خاموش می‌شود و تبدیل به یک‌ستاره نوترونی خنک‌کننده می‌شود. ۳) ستاره خورشیدمانند در نهایت منبسط می‌شود و مواد به ستاره نوترونی می‌ریزد. این «برافزایش» سرعت چرخش ستاره نوترونی را افزایش می‌دهد. ۴) برافزایش به پایان می‌رسد، ستاره نوترونی به یک تپ اختر میلی ثانیه ای «بازیافت» می‌شود. اما در یک خوشه کروی پرمتراکم (۲b)... ستارگان کم‌جرم به بیرون پرتاب می‌شوند، ستارگان عادی باقی‌مانده تکامل می‌یابند، و سناریوی «بازیافت» (۳-۴) رخ می‌دهد و تپ اخترهای میلی‌ثانیه‌ای زیادی ایجاد می‌کند.

تپ اختر میلی ثانیه ای (به انگلیسی: Millisecond pulsar)، تپ اختری است که دوره تناوب چرخشی آن در محدوده ۱-۱۰ میلی ثانیه باشد. منشأ تپ اخترهای میلی ثانیه ای هنوز ناشناخته است. نظریه پیشرو در این زمینه این است که آنها در ابتدا به صورت تپ اخترهای با دوره های طولانی تر هستند اما از طریق برافزایش ماده چرخششان سریعتر می‌شود یا اصطلاحاً بازیافت می شوند. از این رو تپ اخترهای میلی ثانیه ای با نام تپ اخترهای بازیافتی نیز شناخته می شوند.